# Kisapáti
Kisapáti is een plaats (község) en gemeente in het Hongaarse comitaat Veszprém. Kisapáti telt 379 inwoners (2001).